# Mouvement vers le socialisme (Venezuela)
Pour les articles homonymes, voir Mouvement vers le socialisme.
 (mai 2018).
Le Mouvement vers le socialisme (Movimiento al Socialismo, MAS) est un parti politique vénézuélien, membre de l'Internationale socialiste et membre de la COPPPAL.
Il est né en 1971, d'une scission du Parti communiste du Venezuela. Il soutient le gouvernement d'Hugo Chávez à ses débuts, avant de s'en éloigner progressivement et de rejoindre l'opposition.

## Trajectoire politique auXXesiècle
Le premier congrès du MAS a eu lieu le 14 janvier 1971. Le parti participe pour la première fois aux élections présidentielle et parlementaires de 1973, José Vicente Rangel a postulé avec le soutien du MIR arrivant à la quatrième place avec 4,26 % des voix, 3,70 % pour le MAS.
Une année auparavant en 1972, le Venezuela accorde le prix Rómulo Gallegos à l'écrivain Gabriel García Márquez pour son roman Cent ans de solitude. García Márquez, qui a toujours soutenu les partis politiques de gauche, cède le prix de 25 000 USD au parti pour sa campagne électorale. Le MAS a toujours affirmé être la troisième force politique du pays mais lors des élections, il n'a jamais eu de score supérieur à 5 % des voix jusqu'aux élections de 1993. Lors de l'élection présidentielle de 1978, le MAS a de nouveau soutenu Rangel qui représenta le parti, mais retire son soutien en 1983 (Rangel va se présenter pour d'autres groupes de gauche tels que le Mouvement Électoral du Peuple ou le Parti communiste du Venezuela). Son candidat sera Teodoro Petkoff, fusionnant avec le MIR, menant la campagne au nom du « MAS-MIR », mais obtiennent 3,35 % des voix, arrivant en troisième position une fois de plus. En 1988, ils arrivent en troisième position en obtenant un plus petit pourcentage de 2,71 %, le plus bas de toutes les élections des années 1970 et 1980, les situant loin des candidats d'Action démocratique ou du Copei. En 1989, quand le gouvernement de Carlos Andrés Pérez décide d'une ouverture politique en menant une politique de décentralisation, permettant que les citoyens élisent directement par vote les gouverneurs des États ainsi que les maires, le MAS obtient une représentation plus importante dans l'État d'Aragua où il gagne l'élection au poste de gouverneur, d'abord avec Carlos Tablante puis avec Didalco Bolívar, considéré comme l'État fief du parti. Le parti va aussi gagner des élections dans différentes municipalités d'Aragua, et durant les années 1990 le poste de gouverneur dans les États d'Amazonas, Portuguesa, Lara, Delta Amacuro et Sucre. De 1993 à 1996, le parti obtient le poste de gouverneur dans l'État de Zulia avec Lolita Aniyar de Castro.
Lors de l'élection présidentielle de 1993, étant donné l'importance des intentions de vote pour Andrés Velásquez du parti La Cause radicale (qui obtiendra 20 % des voix faisant un des meilleurs scores de la gauche vénézuélienne), ils appuient l'ex-président Rafael Caldera qui fut élu président de la République dans le cadre d'une coalition intégrant divers groupes de gauche (Mouvement électoral du peuple et Parti communiste du Venezuela) et de centre-droit (l'Union républicaine démocratique et le Mouvement d'intégrité nationale Unité), connue sous le nom de chiripero, le MAS ayant quant à lui obtenu 10,59 % des voix. Pour la première fois, des membres du parti intègrent le cabinet de l'exécutif, et sont dotés de différents ministères, mais vers la fin de cette période, le MAS retirera son soutien à Caldera.
Lors de l'élection de 1998, le parti appuie Hugo Chávez et son groupement le MNR, même si ce soutien aura pour conséquence le départ de Petkoff et d'autres leaders comme Pompeyo Márquez et Luis Manuel Esculpi qui forment le parti Gauche démocratique, opposé à Chávez.
Chávez est soutenu par de nombreuses organisations qui avaient soutenu le gouvernement antérieur de Caldera, comme le MEP, le PCV ainsi que le parti Patrie pour tous (PPT) scission de La Cause radicale, et forme la plateforme électorale Pôle patriotique (Polo Patriótico), Chávez remporte les élections avec 56 % des voix, le MAS obtenant pour son parti 9 %.

## Trajectoire politique auXXIesiècle
Lors de l'élection présidentielle de 2000, le MAS soutient de nouveau Chávez pour sa réélection, obtenant la victoire avec 59,76 %, dont 8,70 % pour le MAS. Le parti est néanmoins ébranlé en 2002 lorsqu'il se divise sur la question du soutien à Chávez ou du soutien à l'opposition (ce que fait la majorité), finalement, naissent de nouveaux partis issus du MAS, le parti Podemos dirigé par Didalco Bolívar et Ismael García reste loyal à Chávez jusqu'en 2007. De ce dernier est créé ensuite le parti Vamos (Allons-y), mené par Rafael Simón Jiménez qui adopte une politique ambiguë vis-à-vis du gouvernement et de l'opposition, changeant plusieurs fois de côté, pour finalement se dissoudre, ses dirigeants intégrant d'autres formations de création récente comme le Pôle démocratique, qui se dissout lui-même dans le parti Un nouveau temps, avec d'anciens dirigeants d'AD.
Le MAS depuis lors est dirigé par un groupe formé par Felipe Mujica, Carlos Tablante et Leopoldo Puchi, se convertissant en détracteur du gouvernement Chávez, et forme une coalition avec les partis de l'opposition pour faire pression sur le gouvernement pour sa démission, qui n'a pas lieu. La Coordination démocratique se dissout en 2004 peu après la victoire de Chávez lors du référendum révocatoire, demandée par ladite coordination. En 2005, des dirigeants du MAS (au sein de l'opposition) déclarent leur intention de soutenir de nouveau le gouvernement Chávez, qui ne fut pas accepté, lors des élections parlementaires de cette même année contrairement à d'autres secteurs de l'opposition, le MAS n'obtient aucun siège. En 2006, le parti soutient Manuel Rosales comme candidat de nombreux partis de l'opposition aux présidentielles du 3 décembre, obtenant 71600 voix (0,61 %), le plus faible score du parti dans une élection nationale, en partie dû au fait que le parti Podemos capte une partie du vote traditionnel du MAS. Au début de 2007, des leaders du parti, tel que Tablante et Julio Montoya rejoignent le parti de Manuel Rosales, Un nouveau temps.
Aux élections internes de 2007, 41 dirigeants ont été élus pour intégrer le comité exécutif, éliminant ainsi les positions de président et secrétaire général du parti, les derniers occupant ces positions étant Felipe Mujica et Leopoldo Puchi. Par ailleurs, 150 délégués sont élus pour la Convention nationale. Pour la première fois depuis sa formation, le MAS doit organiser une récolte de signatures pour maintenir son existence légale telle que définie par le Conseil national électoral, n'ayant pas obtenu 1 % des votes aux dernières élections, minimum requis par la loi électorale vénézuélienne. En novembre 2007, le parti se présente comme l'un des partis du Non, dans le projet de réforme constitutionnelle de 2007 au Venezuela. En 2008, Podemos se réconcilie avec le MAS et entame des négociations pour une réunification éventuelle, étendant l'invitation de fusion à l'autre parti de gauche antichaviste, La Cause radicale.
Pour l'élection présidentielle vénézuélienne de 2018, Henri Falcón, candidat du COPEI, reçoit le soutien du parti. Nicolás Maduro remporte 67,8 % des voix contre 21,0 % pour Falcón, qui rejette le processus électoral, dénonce des irrégularités et réclame l'organisation d'un nouveau scrutin. Le taux de participation est de 46,1 % selon les résultats officiels. Une source du CNE a pour sa part affirmé qu'à la clôture des bureaux de vote, le taux de participation était de 32,3 %. Dans les deux cas, il s'agit du plus faible taux de participation de l'histoire du pays pour une élection présidentielle.